# نونا گابریلیان
نونا گاریکی گابریلیان (ارمنی: Նոնա Գարիի Գաբրիելյան؛  زادهٔ ۲۷ ژانویهٔ ۱۹۴۴) نقاش، مجسمه‌ساز نویسنده  اهل ارمنستان است.

## زندگی‌نامه
وی در ۲۷ ژانویه ۱۹۴۴ در تفلیس به دنیا آمد و در سال ۱۹۶۸ از انستیتو دولتی هنری و نمایشی ایروان فارغ‌التحصیل شد. وی عضو اتحادیه هنرمندان ارمنستان  می‌باشد. 

## نگارخانه

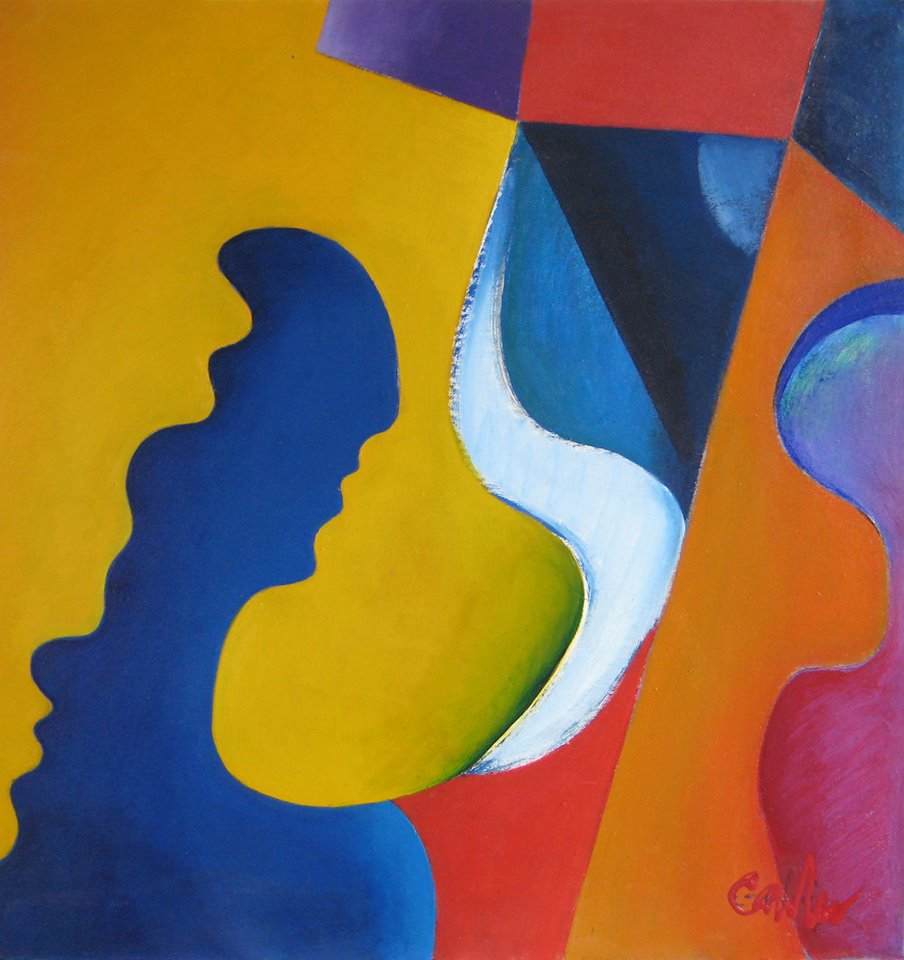
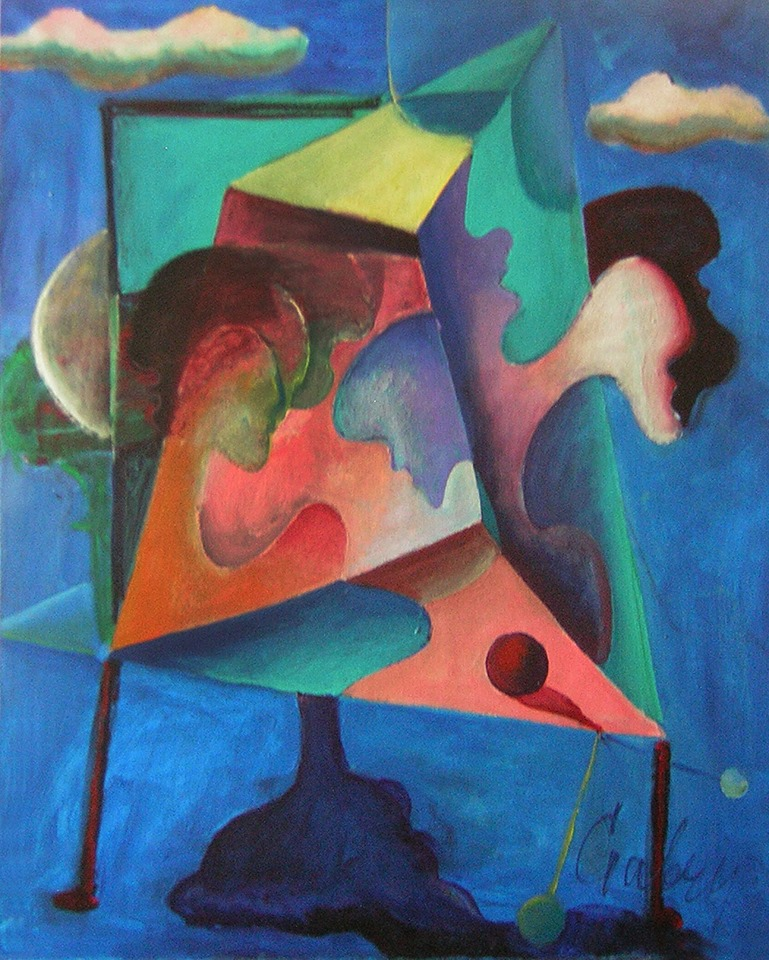
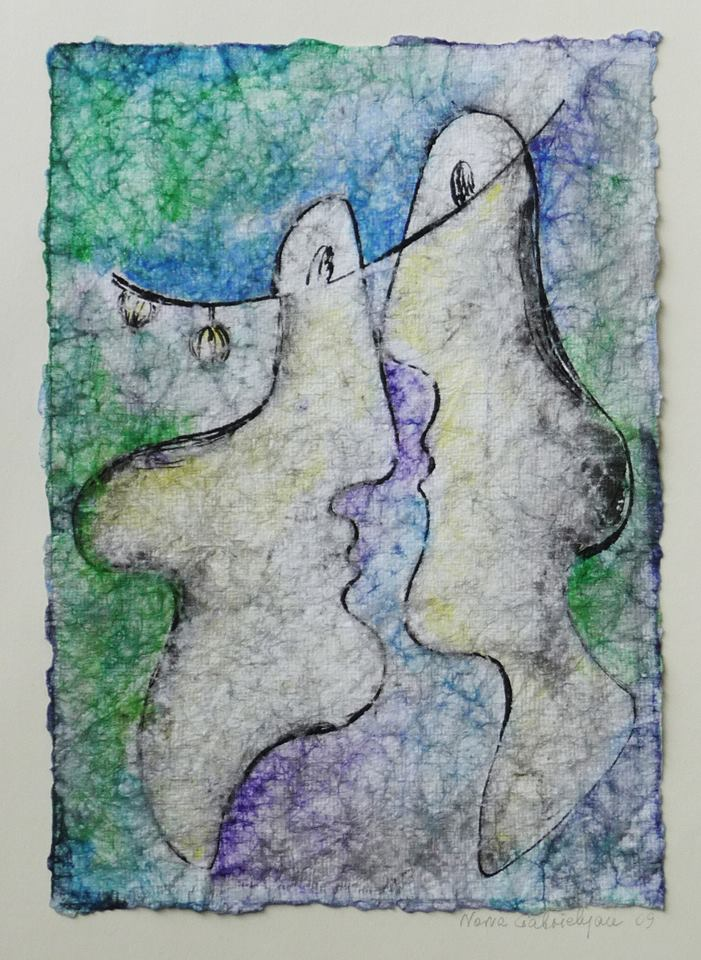
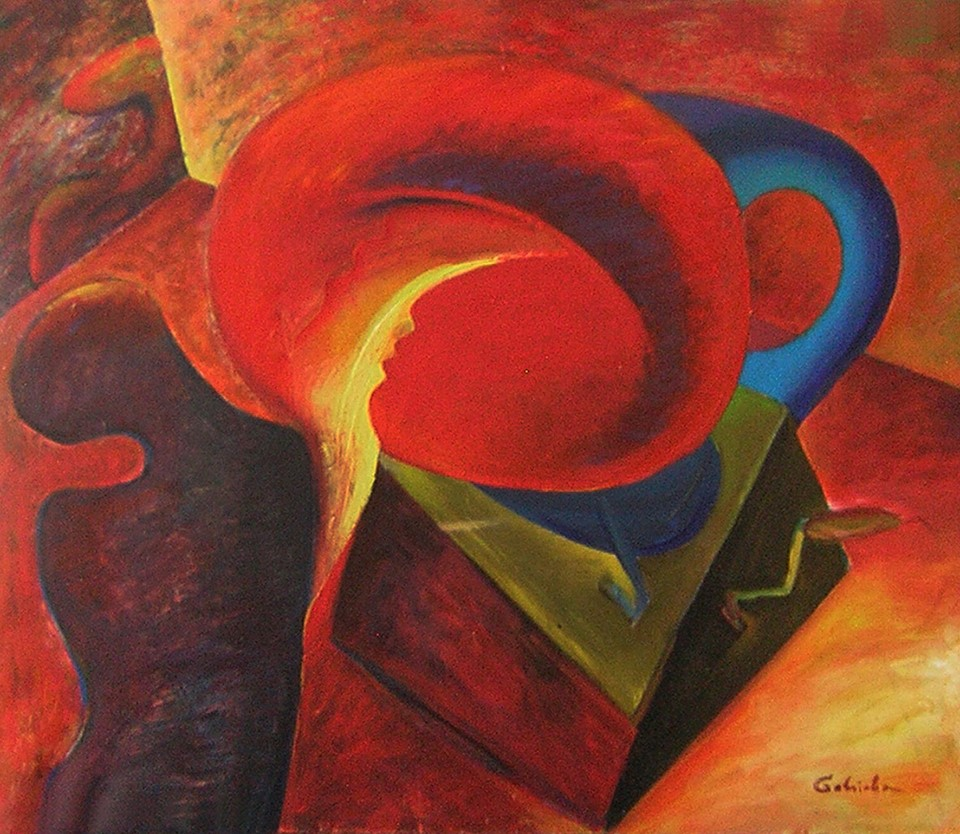
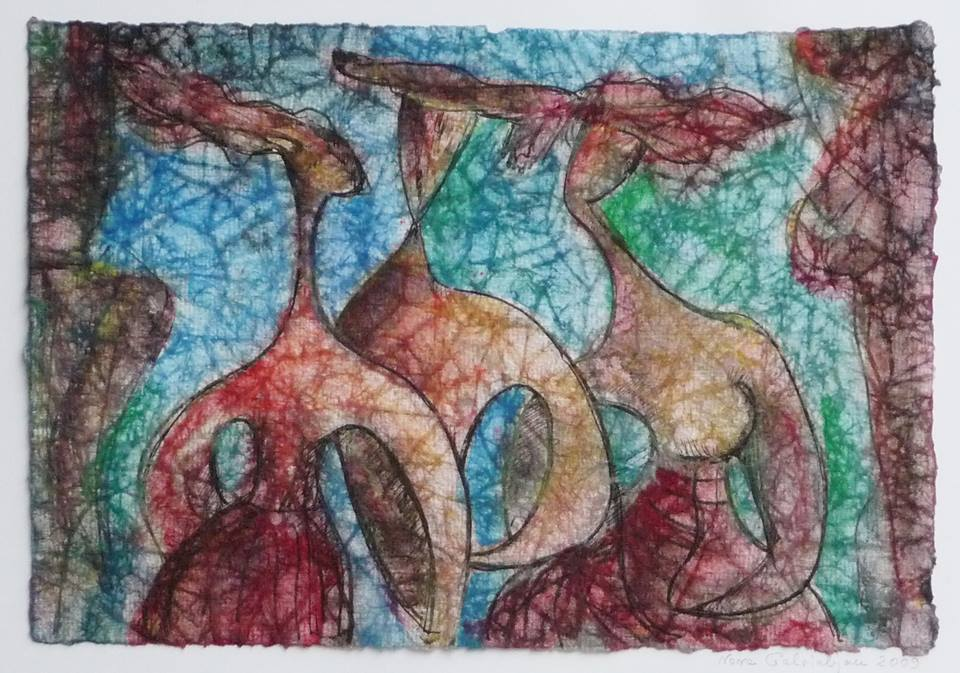

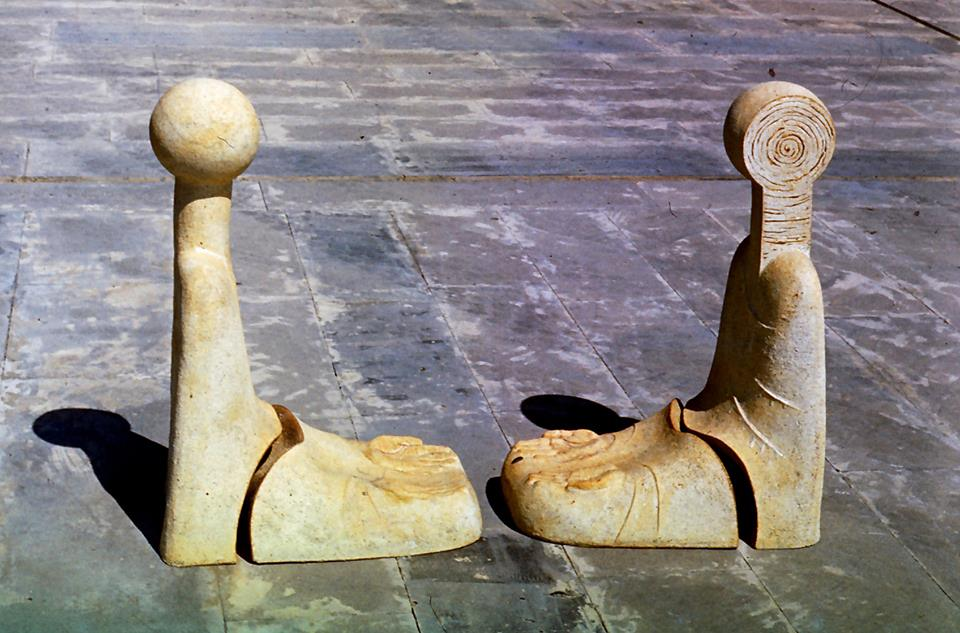
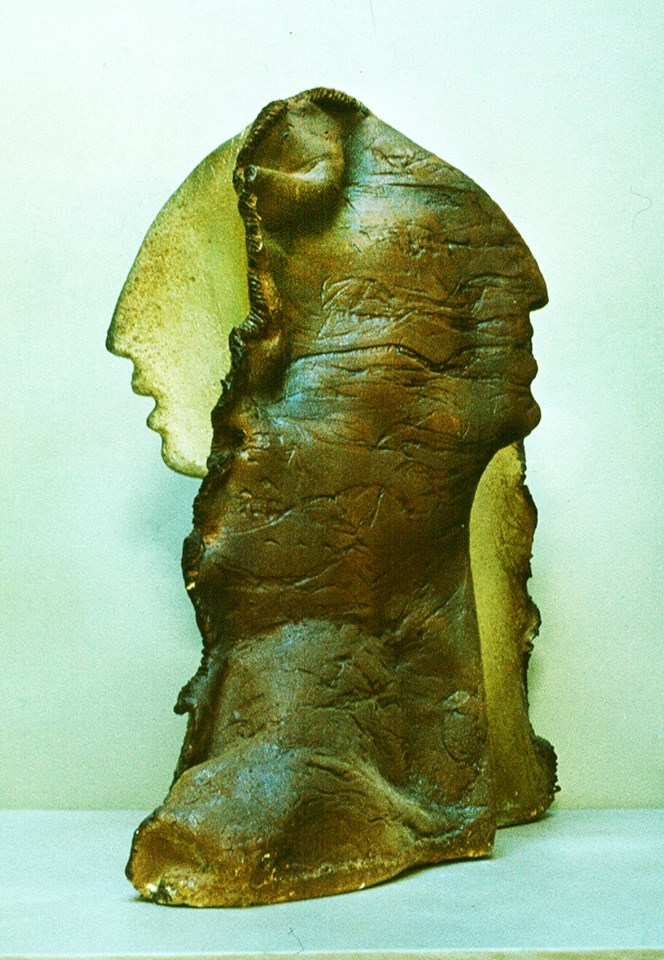
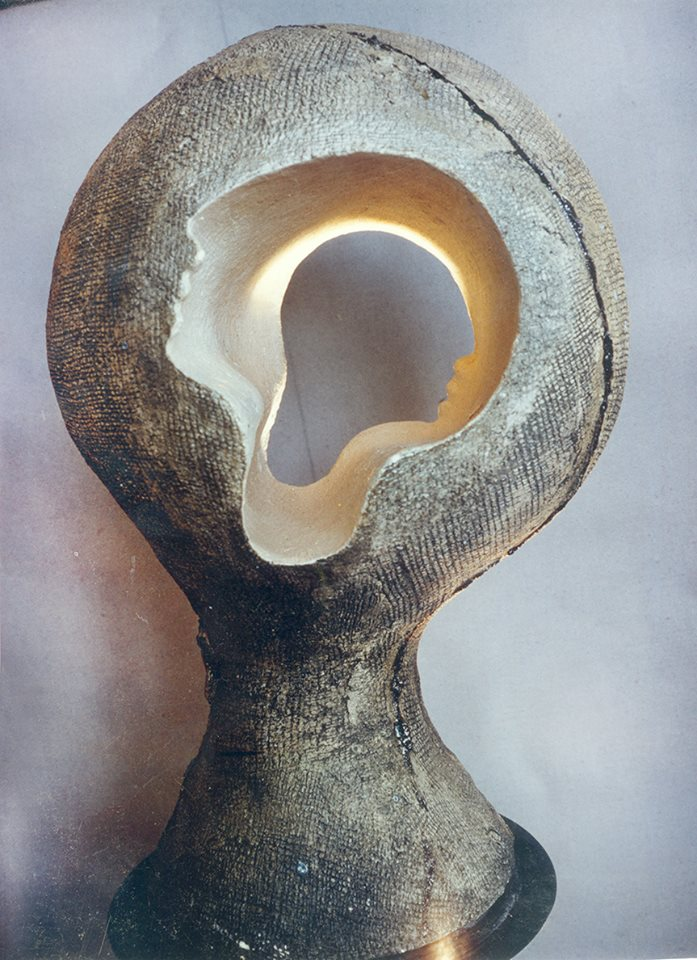
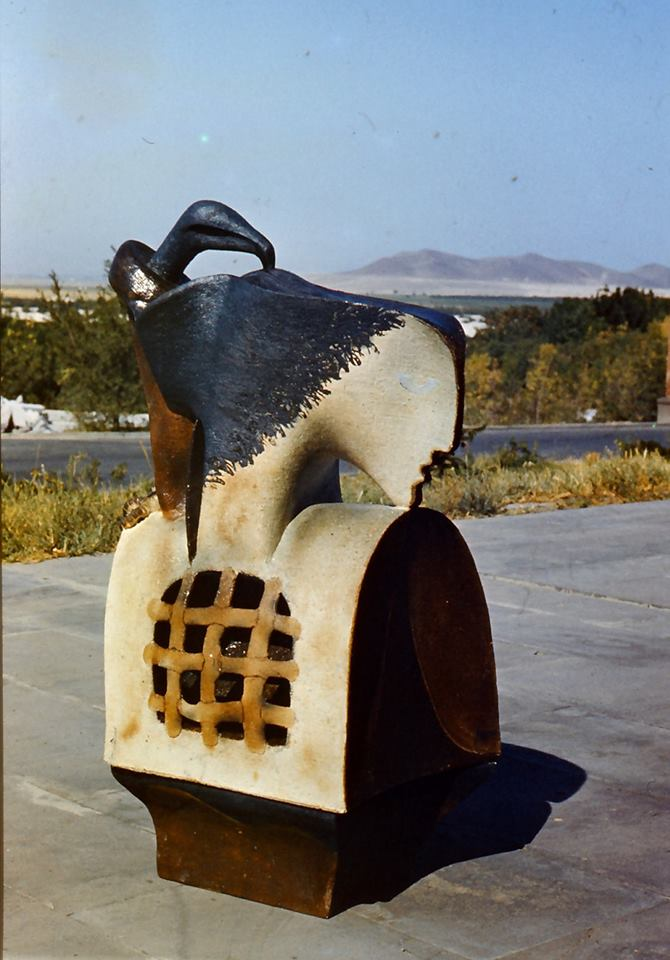
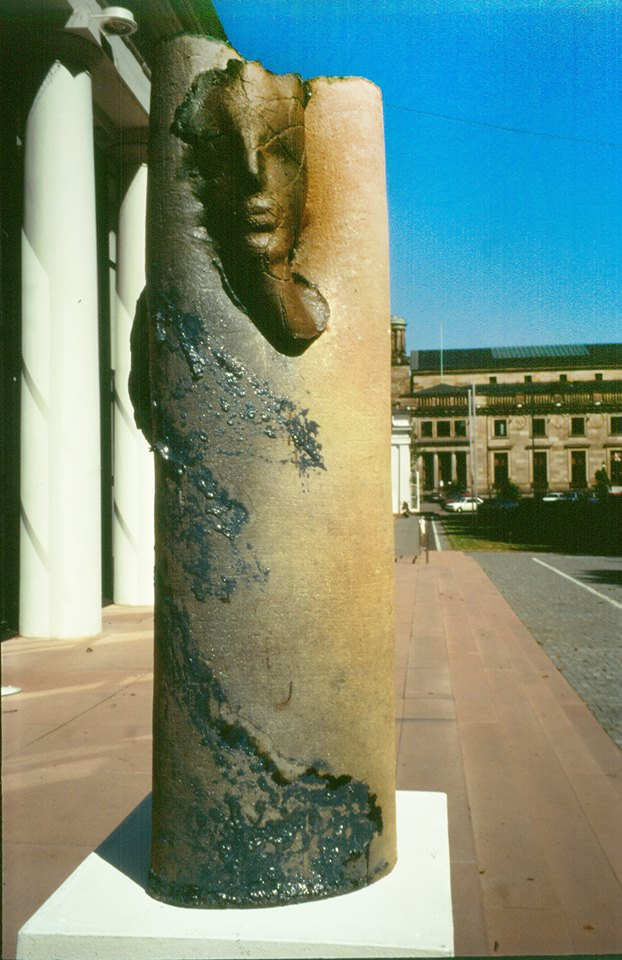

نقاشی‌ها
مجسمه‌ها